# Zach Makovsky
Zachory Machovsky, conhecido popularmente como Zach Machovsky (Atlanta, 30 de junho de 1982), é um lutador americano de artes marciais mistas, atualmente compete no Peso Mosca do Ultimate Fighting Championship. Ele já competiu no EliteXC, ShoXC e foi Campeão Peso Galo do Bellator.

## Background
Makovsky nasceu em Atlanta, Geórgia e foi criado em Bethlehem, Pensilvânia junto com sua irmã. Makovsky começou no wrestling quando ele tinha seis anos e se destacou em programas de ensino médio para jovens antes de ir para a Bethlehem Catholic High School, onde ele foi por quatro anos do time de letterman do colégio e o capitão de sua temporada de sênior. Makovsky então foi para a Drexel University, e caminhou para a equipe de wrestling. Após ser redshirting na primeira temporada, ele passou a ser da equipe de letterman por quatro anos e capitão do time de sua temporada de sênior. Durante o período de entressafra, Makovsky treinou artes marciais mistas, conheceu Eddie Alvarez, e competiu em diversos torneios de grappling. O recorde de Makovsky no grappling é 65-7.

## Carreira no MMA

### Começo da carreira
Makovsky começou sua carreira nas artes marciais mistas em pequenos eventos ocorridos em New Jersey. Ele acumulou um recorde de 3–0, com todas as vitórias sendo por decisão (duas por decisão unânime e uma por decisão dividida).

### EliteXC
Makovsky então entrou para o EliteXC e fez sua estreia promocional no ShoXC: Elite Challenger Series em Janeiro de 2008. Seu oponente foi o duas vezes participante do Torneio de Penas do Bellator e lutador do UFC Wilson Reis. No começo do segundo round, Reis derrotou Makovsky por Finalização.
Makovsky retornou em Maio de 2008, no EliteXC: Primetime para enfrentar Andre Soares. Após três rounds, Makovsky foi declarado vencedor por decisão unânime.
EliteXC então fechou e Makovsky fez duas lutas em New Jersey, vencendo as duas por finalização com um mata leão.
Makovsky então fez sua primeira luta no exterior, em Tóquio, Japão, contra Toshiaki Kitada. Makovsky foi finalizado com um mata leão no fim do primeiro round.
Em sua última luta antes do Bellator, Makovsky fez parte da Selecão do M-1 nas Américas. Ele derrotou Josh Rave por finalização técnica após controlar a luta com quedas efetivas e seu wrestling..

### Bellator MMA
Makovsky estreou para a promoção do Bellator no Bellator 21 contra Eric Luke. No fim do segundo round, Makovsky forçou Luke a desistir com uma kimura. Como resultado da vitória, Makovsky assinou para participar do Torneio Peso Galo da 3ª Temporada do Bellator.
No Bellator 27, Makovsky derrotou Nick Mamalis por decisão unânime. A vitória colocou Makovsky nas semifinais.
Então, Makovsky enfrentou Bryan Goldsby. Makovsky usou seu wrestling e jiu-jitsu para frustar Goldsby e conseguir a vitória por decisão unânime.
Na final do torneio, Makovsky enfrentou Ed West. Makovsky também conseguiu encaixar uma kimura no adversário, dessa vez no começo da luta e uma joelhada que o derrubou nos primeiros segundos. Porém, Makovsky deu à volta por cima e controlou a luta para vencer por decisão unânime e se tornar o Campeão Inaugural do Bellator.
Makovsky em seguida enfrentou o invicto Chad Robichaux no Bellator 41 em uma luta não-válida pelo título. Ele venceu a luta por nocaute técnico no terceiro round.
Makovsky fez sua segunda luta não-válida pelo título no Bellator 54. Ele enfrentou o lutador do UFC Ryan Roberts e venceu por finalização no primeiro round.
Makovsky tentou fazer sua primeira defesa de cinturão contra o vencedor do Torneio de Galos da 5ª Temporada Eduardo Dantas no Bellator 65 em Atlantic City em 13 de Abril de 2012. Ele perdeu por finalização técnica no segundo round  devido a um triângulo de braço.
Makovsky tento voltar às vitórias quando enfrentou Anthony Leone, mas perdeu a luta por uma polêmica decisão dividida. Após duas derrotas consecutivas, Makovsky foi demitido da organização.

### Cage Fury
Em 11 de Maio de 2013 Makovsky fez sua estreia nos moscas pelo Cage Fury Fighting Championships. Makovsky derrotou o também veterano do Bellator Claudio Ledesma por decisão dividida.

### Resurrection Fighting Alliance
Em 22 de Novembro de 2013 Makovsky fez sua estreia no RFA contra Matt Manzanares pelo Cinturão Peso Mosca. Ele venceu a luta por decisão unânime.

### Ultimate Fighting Championship
Em 4 de Dezembro de 2013, foi anunciado que Makovsky havia assinado com o Ultimate Fighting Championship, entrando para substituir o lesionado John Dodson contra Scott Jorgensen em UFC on Fox: Johnson vs. Benavidez II. Ele venceu a luta por decisão unânime.
Sua segunda luta no UFC foi contra Josh Sampo em 22 de fevereiro de 2014 no UFC 170. Makovsky venceu por decisão unânime.
Makovsky era esperado para enfrentar o ex-n.° 1 do P4P da categoria, Jussier Formiga em 2 de agosto de 2014 no UFC 176. No entanto, devido a uma lesão de José Aldo que faria o evento principal, o evento foi cancelado. A luta foi movida para o UFC Fight Night: Bader vs. St. Preux em 16 de Agosto de 2014 e ele foi derrotado por decisão unânime.
Makovsky enfrentou Tim Elliott no dia 14 de fevereiro de 2015 no UFC Fight Night: Henderson vs. Thatch e venceu por decisão unânime.
Makovsky enfrentou o ex-desafiante John Dodson em 23 de maio de 2015 no UFC 187 e foi derrotado por decisão unânime. Ele agora enfrentará outro desafiante, Joseph Benavidez em 6 de fevereiro de 2016 no UFC 196.

## Campeonatos e realizações
- Bellator MMA
  - Campeão Peso Galo do Bellator (Uma vez, primeiro)
  - Vencedor do Torneio de Galos da 3ª Temporada do Bellator.

- Resurrection Fighting Alliance
  - Campeão Peso Mosca do RFA (Uma vez)

## Cartel no MMA
| Cartel no MMA   |             |            |
| 27 lutas        | 19 vitórias | 8 derrotas |
| Por nocaute     | 1           | 0          |
| Por finalização | 6           | 3          |
| Por decisão     | 12          | 5          |

| Res.    | Cartel | Oponente         | Método                                  | Evento                                   | Data       | Round | Tempo | Local                     | Notas                                                                               |
| ------- | ------ | ---------------- | --------------------------------------- | ---------------------------------------- | ---------- | ----- | ----- | ------------------------- | ----------------------------------------------------------------------------------- |
| Derrota | 19-8   | Dustin Ortiz     | Decisão (dividida)                      | UFC 206: Holloway vs. Pettis             | 10/12/2016 | 3     | 5:00  | Toronto, Ontario          |                                                                                     |
| Derrota | 19-7   | Joseph Benavidez | Decisão (unânime)                       | UFC Fight Night: Hendricks vs. Thompson  | 06/02/2016 | 3     | 5:00  | Las Vegas, Nevada         |                                                                                     |
| Derrota | 19-6   | John Dodson      | Decisão (unânime)                       | UFC 187: Johnson vs. Cormier             | 23/05/2015 | 3     | 5:00  | Las Vegas, Nevada         |                                                                                     |
| Vitória | 19-5   | Tim Elliott      | Decisão (unânime)                       | UFC Fight Night: Henderson vs. Thatch    | 14/02/2015 | 3     | 5:00  | Broomfield, Colorado      |                                                                                     |
| Derrota | 18-5   | Jussier Formiga  | Decisão (unânime)                       | UFC Fight Night: Bader vs. St. Preux     | 16/08/2014 | 3     | 5:00  | Bangor, Maine             |                                                                                     |
| Vitória | 18-4   | Josh Sampo       | Decisão (unânime)                       | UFC 170: Rousey vs. McMann               | 22/02/2014 | 3     | 5:00  | Las Vegas, Nevada         |                                                                                     |
| Vitória | 17–4   | Scott Jorgensen  | Decisão (unânime)                       | UFC on Fox: Johnson vs. Benavidez II     | 14/12/2013 | 3     | 5:00  | Sacramento, California    | Estreia no UFC.                                                                     |
| Vitória | 16–4   | Matt Manzanares  | Decisão (unânime)                       | RFA 11                                   | 22/11/2013 | 5     | 5:00  | Broomfield, Colorado      | Ganhou o Título Peso Mosca do RFA.                                                  |
| Vitória | 15–4   | Claudio Ledesma  | Decisão (unânime)                       | CFFC 24                                  | 11/05/2013 | 3     | 5:00  | Atlantic City, New Jersey | Estreia nos Moscas.                                                                 |
| Derrota | 14–4   | Anthony Leone    | Decisão (dividida)                      | Bellator 83                              | 07/12/2012 | 3     | 5:00  | Atlantic City, New Jersey |                                                                                     |
| Derrota | 14–3   | Eduardo Dantas   | Finalização (triângulo de braço)        | Bellator 65                              | 13/04/2012 | 2     | 3:26  | Atlantic City, New Jersey | Perdeu o Cinturão Peso Galo do Bellator.                                            |
| Vitória | 14–2   | Ryan Roberts     | Finalização (estrangulamento norte/sul) | Bellator 54                              | 15/10/2011 | 1     | 4:48  | Atlantic City, New Jersey | Luta não-válida pelo título.                                                        |
| Vitória | 13–2   | Chad Robichaux   | Nocaute Técnico (socos)                 | Bellator 41                              | 16/04/2011 | 3     | 2:02  | Yuma, Arizona             | Luta não-válida pelo título.                                                        |
| Vitória | 12–2   | Ed West          | Decisão (unânime)                       | Bellator 32                              | 14/10/2010 | 5     | 5:00  | Kansas City, Missouri     | Final do Torneio de Galos da 3ª Temporada; Ganhou o Cinturão Peso Galo do Bellator. |
| Vitória | 11–2   | Bryan Goldsby    | Decisão (unânime)                       | Bellator 30                              | 23/09/2010 | 3     | 5:00  | Louisville, Kentucky      | Semifinal do Torneio de Galos da 3ª Temporada.                                      |
| Vitória | 10–2   | Nick Mamalis     | Decisão (unânime)                       | Bellator 27                              | 02/09/2010 | 3     | 5:00  | San Antonio, Texas        | Quartas de Final do Torneio de Galos da 3ª Temporada                                |
| Vitória | 9–2    | Eric Luke        | Finalização (kimura)                    | Bellator 21                              | 10/06/2010 | 2     | 4:28  | Hollywood, Florida        | Qualificatória para o Torneio de Galos da 3ª Temporada.                             |
| Vitória | 8–2    | Josh Rave        | Finalização (guilhotina)                | M-1 Selection 2010: The Americas Round 1 | 03/04/2010 | 3     | 1:49  | Atlantic City, New Jersey |                                                                                     |
| Vitória | 7–2    | David Harris     | Finalização (triângulo)                 | Adrenaline: New Breed                    | 26/02/2010 | 1     | 1:50  | Atlantic City, New Jersey |                                                                                     |
| Derrota | 6–2    | Toshiaki Kitada  | Finalização (mata leão)                 | Deep: 43 Impact                          | 23/08/2009 | 1     | 4:22  | Tóquio                    |                                                                                     |
| Vitória | 6–1    | Nate Williams    | Finalização (mata leão)                 | WCA: Caged Combat                        | 06/06/2009 | 3     | 2:33  | Atlantic City, New Jersey |                                                                                     |
| Vitória | 5–1    | Justin Robbins   | Finalização (mata leão)                 | Extreme Challenge: The War at the Shore  | 26/01/2009 | 2     | 1:05  | Atlantic City, New Jersey |                                                                                     |
| Vitória | 4–1    | Andre Soares     | Decisão (unânime)                       | EliteXC: Primetime                       | 31/05/2008 | 3     | 5:00  | Newark, New Jersey        |                                                                                     |
| Derrota | 3–1    | Wilson Reis      | Finalização (triângulo de braço)        | ShoXC                                    | 25/01/2008 | 2     | 1:15  | Atlantic City, New Jersey |                                                                                     |
| Vitória | 3–0    | Emerson Souza    | Decisão (unânime)                       | CITC: Fearless Fighters Return           | 06/10/2007 | 3     | 5:00  | Trenton, New Jersey       |                                                                                     |
| Vitória | 2–0    | Leandro Escobar  | Decisão (dividida)                      | Extreme Challenge 75                     | 23/03/2007 | 3     | 5:00  | Trenton, New Jersey       |                                                                                     |
| Vitória | 1–0    | Tinh Tupy        | Decisão (unânime)                       | CITC: Evolutions                         | 09/12/2006 | 3     | 5:00  | Asbury Park, New Jersey   |                                                                                     |